# Norris Point
Norris Point est une municipalité (Town) de l'ouest de Terre-Neuve dans la province de Terre-Neuve-et-Labrador. Il est situé au nord de la Bonne Baie. Le nom de Norris Point provient de la corruption de North Point (Littéralement « Pointe du Nord »), toponyme qui a été donné par James Cook en 1767.